# Трухино (Калужская область)
Трухино — деревня в Мещовском районе Калужской области России. Входит в состав сельского поселения «Село Серпейск».

## География
Расположено в 6 км от Серпейска. К северу от деревни протекает река Серпейка.

## Население
| 2002 | 2010 |
| ---- | ---- |
| 14   | ↘8   |

## История
Ранее входило в состав Мещовского уезда.
В деревне располагалась усадьба, известная с конца XVIII века. В ней располагался дом князя Г. Ф. Барятинского или помещика Г. Ф. Засецкого. Усадьба сохранялась и в XIX веке, а на рубеже XIX—XX веков её купил зажиточный крестьянин Смирнов. По состоянию на начало XXI века сохранился главный дом усадьбы — одноэтажное здание с деревянным мезонином. Дом датируется концом XIX века и выполнен в стиле классицизма с элементами эклектики. Также сохранились липовая аллея и обваловка территории усадьбы. Территория усадьбы расположена на север от деревни, на другом берегу реки Серпейки.
В Трухино родился и жил Герой Советского Союза И. К. Мишин. В деревне ему установлен памятник.